# Wesmaldra bidgemia
Wesmaldra bidgemia är en spindelart som beskrevs av Norman I. Platnick och Baehr 2006. Wesmaldra bidgemia ingår i släktet Wesmaldra och familjen Prodidomidae.
Artens utbredningsområde är Western Australia. Inga underarter finns listade i Catalogue of Life.